# Bollenteelt in Nederland

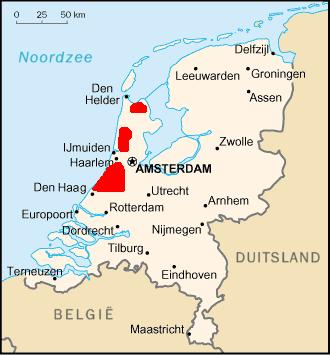
Ligging

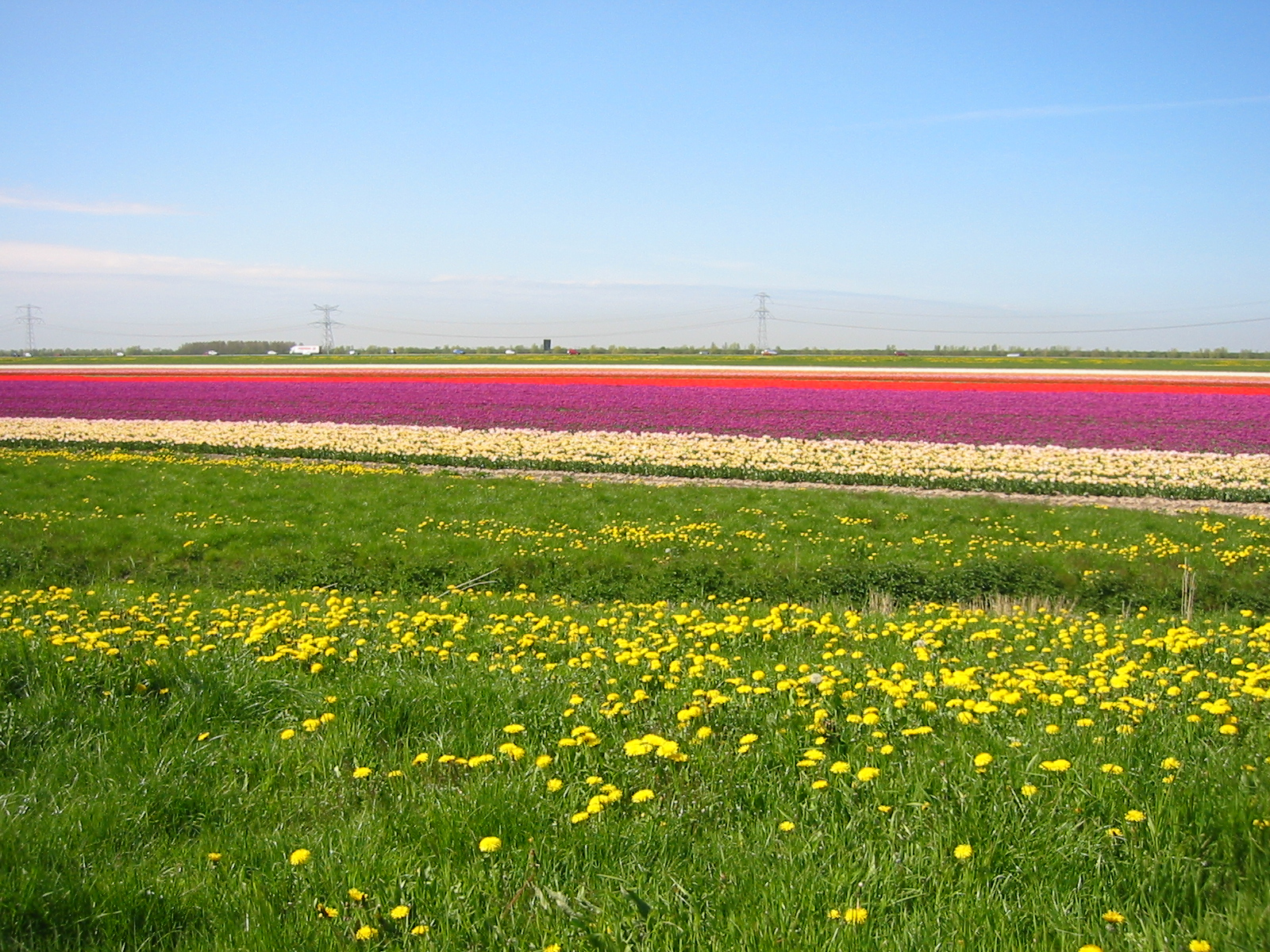
Bloembollenveld

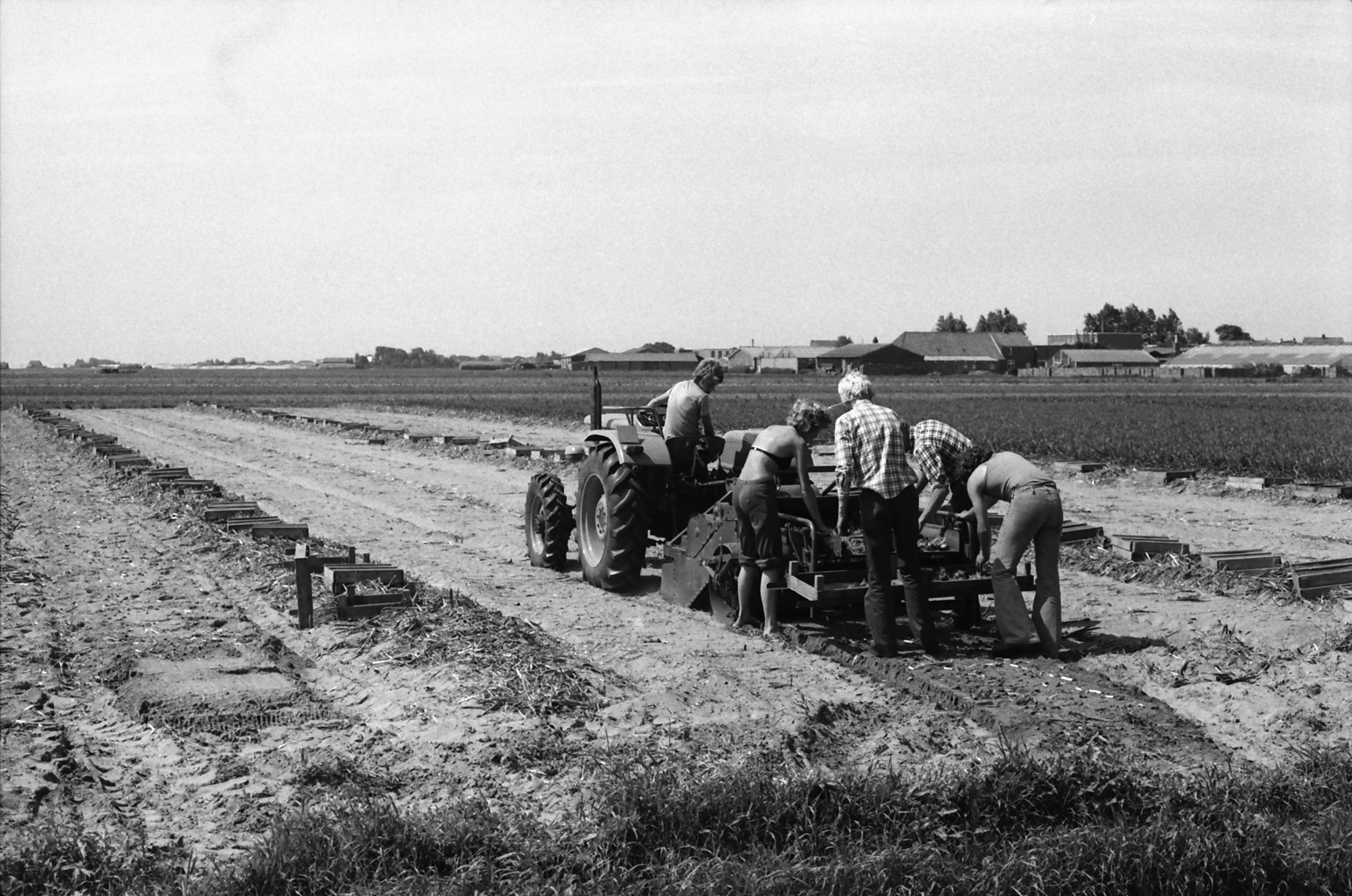
Bloembollenoogst in de jaren 1970

Bollenteelt is een economische activiteit in een aantal streken in Nederland. Streken waar veel van de Nederlandse bollenteelt plaatsvindt zijn:
- De Bollenstreek of Duin- en Bollenstreek ligt rond de benedenloop van de Oude Rijn ten westen van Leiden en loopt noordwaarts tot het gebied ten westen van Haarlem door. De Bollenstreek staat vooral bekend om de tulpen, en in mindere mate om de krokussen, narcissen en hyacinten. De Bollenstreek ontwikkelde zich tegen het eind van de 16e eeuw en in de 17e eeuw. Vooral de tulpenmanie speelde een belangrijke rol in de ontwikkeling tot wat nu bekendstaat als Bollenstreek.
- noordelijk daarvan aansluitend de streek tussen Aerdenhout en Castricum: Kennemerland, sinds 1865 onderbroken door het Noordzeekanaal, en nog noordelijker, een teeltzone die eindigt bij de Hondsbossche Zeewering ten noordwesten van Alkmaar.
- Een noordelijk bollengebied rondom Breezand.

## Bollenstreek
De streek wordt gekenmerkt door brede zandruggen (overblijfsel van tussen 1650 en 1955 ten behoeve van de zandwinning voor de stedenbouw afgegraven duinen), geestgronden met bollenvelden, afgewisseld door stroken weiland en afgeschermd van de Noordzee door uitgestrekte duinen. Gedurende de bloei van de bloembollen is deze streek een van de meest kleurrijke ter wereld. Na de krokussen begint eind maart een overweldigende bloei van tulpen, narcissen en hyacinten die tot in mei doorloopt. In de nazomer zorgen gladiolen, dahlia's, anjers en asters voor een tweede attractie. De grensplaatsen van de Bollenstreek zijn Voorhout, Sassenheim, Lisse, Hillegom, Bennebroek en zuidelijk Heemstede. De Duinstreek loopt bij Noordwijk en Noordwijkerhout en reikt noordelijk tot in Vogelenzang. Ook een deel van de westelijke Haarlemmermeer, rond Zwaanshoek, mag tot de Bollenstreek worden gerekend. De omstandigheden voor de teelt zijn daar gunstig vanwege het dicht onder de oppervlakte nog aanwezige duinzand.

## Kennemerland
De bollenteelt in de zestiende eeuw begon hier kleinschalig op duinakkertjes en afgegraven stukken duin op landgoederen van de Haarlemse en Amsterdamse rijke kooplieden. Na de krach van 1637 liep deze teelt sterk terug. De duinenrij is ten zuiden van Castricum erg breed maar is - in tegenstelling tot die ten zuiden van De Zilk - niet afgegraven omdat het gebied in de negentiende eeuw bestemd werd als waterleidingduinen en plek om de Hoogovens te vestigen. Mede daardoor is in het Kennemerland de bollenteelt kleinschalig gebleven.

### Klimaat en teelt
De streken kennen een voor de bollenteelt uitmuntend klimaat. Er valt tamelijk veel regen in het (door de nabijheid van de zee) relatief zachte najaar en winter, terwijl het relatief koele maar zonnige voorjaar en meestal ook de zomer droog verlopen. Driekwart van het jaar ('s winters niet) is er daarom landbouwactiviteit in de streek.
Na de bloei worden de bloemen gekopt en al dan niet verwerkt in bloemenkransen. 's Zomers, als de plant opgedroogd is, worden de bollen gerooid, de plantenrestanten op het land verbrand en worden de bollen met de hand gepeld - een aardige bijverdienste voor de jeugd en seizoensarbeiders uit binnen- en buitenland - dan wel (bij de hyacinten) gehold. Vervolgens worden de bollen in bollenschuren op hoge temperatuur gedroogd en ontsmet. In de herfst worden ze weer gepoot waarna er op het land stro verspreid en ingereden wordt teneinde de bollen tegen de vorst te beschermen. In het voorjaar zal de grond onder de stro gaan broeien waardoor de bol op gaat bloeien.

## Het noordelijke bollengebied
In de Kop van Noord-Holland ligt de Noordelijke Bollenstreek rondom Breezand. Tot de plaatsen waar veel bollenteelt plaatsvindt behoren Burgervlotbrug en Sint-Maartenszee, vroeger behorend tot gemeente Zijpe, tegenwoordig gemeente Schagen, 't Zand, Julianadorp en delen van Texel. De inwoners van deze plaatsen rekenen het gebied echter niet tot 'de bollenstreek'.
Vanwege de verstedelijking in de Duin- en Bollenstreek trekken steeds meer bollenkwekers (bollenboeren) naar Noord-Holland. Lichte zeekleigronden worden daar met loodzand vermengd om de samenstelling van geestgrond (duinzand vermengd met rivierklei) te benaderen.

## Voorne
Ook op de Zuid-Hollandse eilanden Voorne en op Goeree-Overflakkee worden op zanderige kleigronden vlak achter de duinen bollen geteeld.

## Flevoland
De Noordoostpolder heeft veel bollenvelden.

## Attracties
De beroemde Keukenhof trekt elk jaar zo'n 800.000 bezoekers. In die tijd worden er onder meer bloemenslingers langs de kant van de weg verkocht. Bloemencorso Bollenstreek is het bloemencorso op de eerste zaterdag na 19 april waarvan de praalwagens rijden van Noordwijk aan Zee via Sassenheim, Lisse, Hillegom, Bennebroek (rustplaats) en Heemstede naar Haarlem. In augustus is er een bloemencorso van Leiden via Rijnsburg naar Katwijk aan Zee.
In Limmen bevindt zich de Hortus Bulborum, een tuin waarin duizenden huidige en historische tulpenrassen en tal van andere bolplanten worden gekweekt.

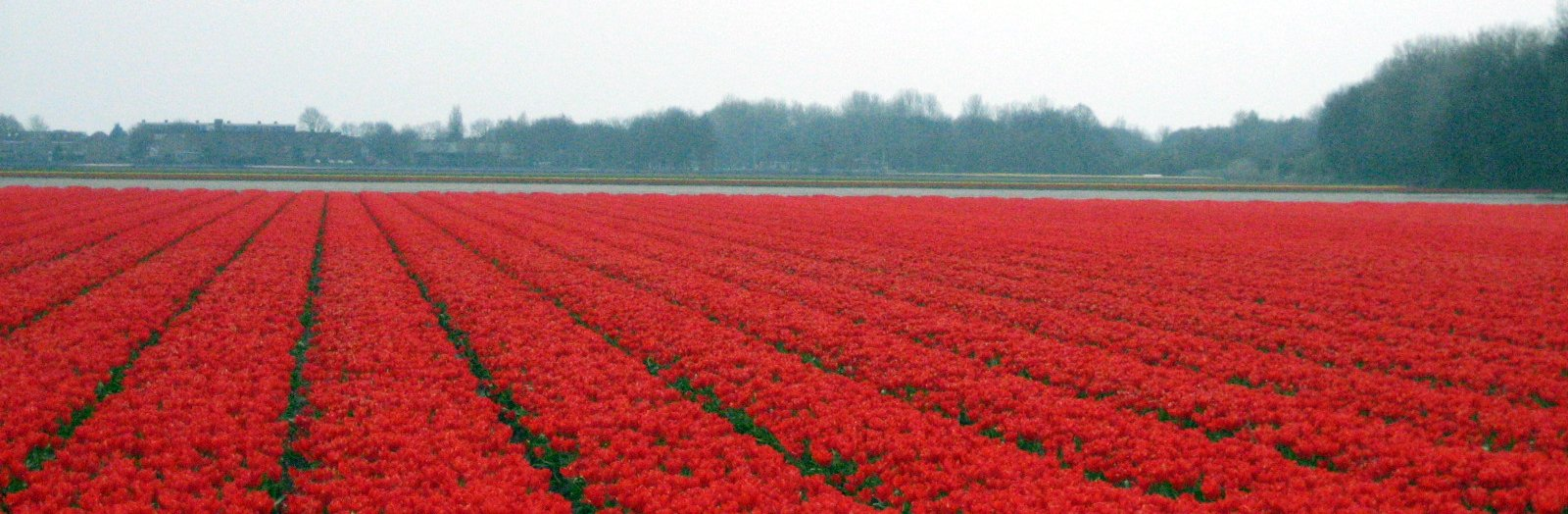
Veld met rode tulpen

## Topografie
Plaatsen in streken met bollenteelt:
- Aerdenhout
- Avenhorn
- Bennebroek
- Bergen
- Beverwijk
- Bloemendaal
- Breezand
- Burgervlotbrug
- Castricum
- De Engel
- De Goorn
- De Kaag
- De Zilk

- Egmond
- Groet
- Heemstede
- Heemskerk
- Haarlem
- Hillegom
- Julianadorp
- Katwijk
- Keukenhof
- Langevelderslag
- Limmen
- Lisse
- Lisserbroek

- Noordwijk
- Noordwijkerhout
- Obdam
- Oegstgeest
- Overveen
- Rijnsburg
- Ruigenhoek
- Schermerhorn
- Sassenheim
- Schoorl
- Sint-Maartenszee
- Spierdijk
- Teijlingen

- Uitgeest
- Ursem
- Velsen
- Velserbroek
- Vogelenzang
- Voorhout
- Voorschoten
- Warmond
- Wassenaar
- Wijk aan Zee
- IJmuiden
- Zandvoort
- Zijpe